# هيرومو أراكاوا
هيرومو أراكاوا (باليابانية: 荒川 弘美، بالروماجي: Arakawa Hiromi)  من مواليد 8 مايو 1973. يابانية الجنسية من هوكايدو، مؤلفة ورسامة مانغا (مانغاكا).
عُرِفت بمانغا «الخيميائي الفولاذي» التي وصلت لمستوى شهرة عالمية وحصلت على نسختين أنمي. اسمها «هيرومي»، ولكنها استعملت الاسم المذكر «هيرومو» في أعمالها.

## حياتها
ولدت في 8 مايو 1973 في مدينة توكاتشي-هوكايدو. نشأت في مزارع الألبان بين ثلاث اخوات يكبرنها سنًا وشقيق اصغر عمرًا. فكرت هيرومي بالعمل كمانغاكا منذ سنواتها الدراسية.
بعد التخرج اخذت دروس رسم زيتي مرة في الشهر لمدة 7 سنوات بينما تقوم بعملها في مزرعة البان مع عائلتها. خلال هذه الفترة صنعت دوجينشي (قصة مصورة غير رسمية) مع اصدقائها بالإضافة إلى يونكوما (مانغا من اربع خلايا) لاحدى المجلات.
انتقلت إلى طوكيو في صيف 1999، حيث بدأت مهنة صناعة المانغا كمساعدة للمانغاكا هيرويوكي ايتو. بدأت مهنتها الخاصة بمانغا الكلب الضال في مجلة غانغان شونين الشهرية Gangan Comics في 1999.
فازت قصة الكلب الضال بالمركز التاسع لجائزة القرن 21 في مجلة غانغان شونين الشهرية.
نشرت فصل واحد من Shanghai Yōmakikai في مجلة غانغان شونين عام 2000.
في يوليو 2001 نشرت أول فصل من مانغا الخيميائي الفولاذي في مجلة غانغان شونين الشهرية حيث استمرت القصة إلى 108 فصل وجُمعت إلى 27 مجلد، انتهت في يوليو 2010.
قام ستوديو بونز بتحويل مانغا الخيميائي الفولاذي إلى أنمي في عام 2003 يحتوي 51 حلقة، ولأن المانغا لم تكن منتهية فقد وضع الاستوديو نهاية مختلفة للقصة.
في عام 2011 صنع ستوديو بونز نسخة أنمي أخرى للمانغا سُميت بـ الخيميائي الفولاذي الكامل: الاخوة حيث تم اقتباس الأنمي من المانغا تماما مع حلقة فلر واحدة و16 اوفا.
انجبت صبيًا في 2007، وفي 12 فبراير 2014 ذكرت في مقابلة ان ابنها الثالث ولِد قبل بضعة أيام فقط. وتفضل الاستمرار في جعل حياتها الشخصية خاصة وليست للاعلام.
استمرت العيش في طوكيو وقد أنتجت ثلاث مانغات رايدن 18 Raiden 18، وطواط في السماء الزرقاء Sōten no Kōmori وحكايات الابطال Hero tales. تعاونت اراكاوا مع استوديو فلاغ Flag لتحويل مانغا حكايات الابطال إلى أنمي تحت اسم  هوانغ جين زو Huang Jin Zhou، حيث تولت تصميم الشخصيات، بالإضافة إلى رسمها للغلاف من النسخة اليابانية لرواية معجم الشيطان للمؤلف ريس برينيان Rees Brennan.
في ابريل 2011 بدأت هيرومو اراكاوا سلسلة مانغا باسم الملعقة الفضية في مجلة شونين سندي الأسبوعية، وبدلا من القصص الخيالية قررت اراكاوا تغيير نفسها في بدء قصة واقعية عن الحياة.
تم تحويل الملعقة الفضية إلى أنمي من قبل استوديو أيه-1 بكتشرز في يوليو 2013، في نفس الوقت بدأت هيرومو اراكاوا بمانغا جديدة باسم اسطورة ارسلان اقتبستها من الرواية الشهيرة للمؤلف تاناكا يوشيكي ونُشرت في مجلة بيساتسو شونن.
في ابريل 2015 تم عرض انمي اسطورة ارسلان في 22 حلقة.

## المؤثرات
صرحت اراكاوا ان سويهو تاغاوا (مؤلف نوراكورو) كان اساس اسلوبها الفني. تعلمت التشكيل والرسم اثناء عملها كمساعده لـهيروكي ايتو. بالإضافة إلى رميكو تاكاهاشي، شيجيرو ميزوكي و يوديتاماغو كان لهم تاثير كبير كما انها من المعجبين بأعمال مايك ميغنولا.

## اعمالها
- الكلب الضال (1999)
- شبح شيطان شنغهاي (上海妖魔鬼怪) (2000)
- الخيميائي الفولاذي (鋼の錬金術師) (2001–2010)
- رايدن 18 (2005)
- وطواط في السماء الزرقاء (蒼天の蝙蝠) (2006)
- حكايات الأبطال (2006–2010) (獣神演武)
- المزارع النبيل (百姓貴族) (2006)
- الملعقة الفضية (銀の匙) (2011–)
- أسطورة أرسلان البطولية (アルスラーン戦記)

## جوائز
- عام 1999: حازت مانغا الكلب الضال على المركز التاسع لجائز القرن 21.
- عام 2003: حازت مانغا الخيميائي الفولاذي على المركز 49 في جائزة شوغاكوكان للمانغا، لمانغا الشونن.
- عام 2011: حازت هيرومو اراكاوا على المركز 15 في جائزة اوسامو تيزوكا الثقافية للالفنانين الجدد.[11]
- عام 2011: حازت مانغا الخيميائي الفولاذي على جائزة سيُن في المركز 42 لأفضل مانغا خيال علمي.[12]
- عام 2012: حازت مانغا الملعقة الفضية على المركز 5 في جائزة تايشو.[13]
- عام 2012: حازت مانغا الملعقة الفضية على المركز 58 في جائزة شوغاكوكان للمانغا، لمانغا الشونن.

## وصلات خارجية
- هيرومو أراكاوا على موقع IMDb (الإنجليزية)
- هيرومو أراكاوا على موقع ألو سيني (الفرنسية)
- هيرومو أراكاوا على موقع أول موفي (الإنجليزية)
- هيرومو أراكاوا على موقع قاعدة بيانات الفيلم (الإنجليزية)
- هيرومو أراكاوا على موقع كينوبويسك (الروسية)
- هيرومو أراكاوا على موقع ANN person (الإنجليزية)
- «هيرومو أراكاوا» (موسوعة الخيال العلمي، بقلم جوناثان كليمنتس)